# Praia da Areia Branca
Praia da Areia Branca

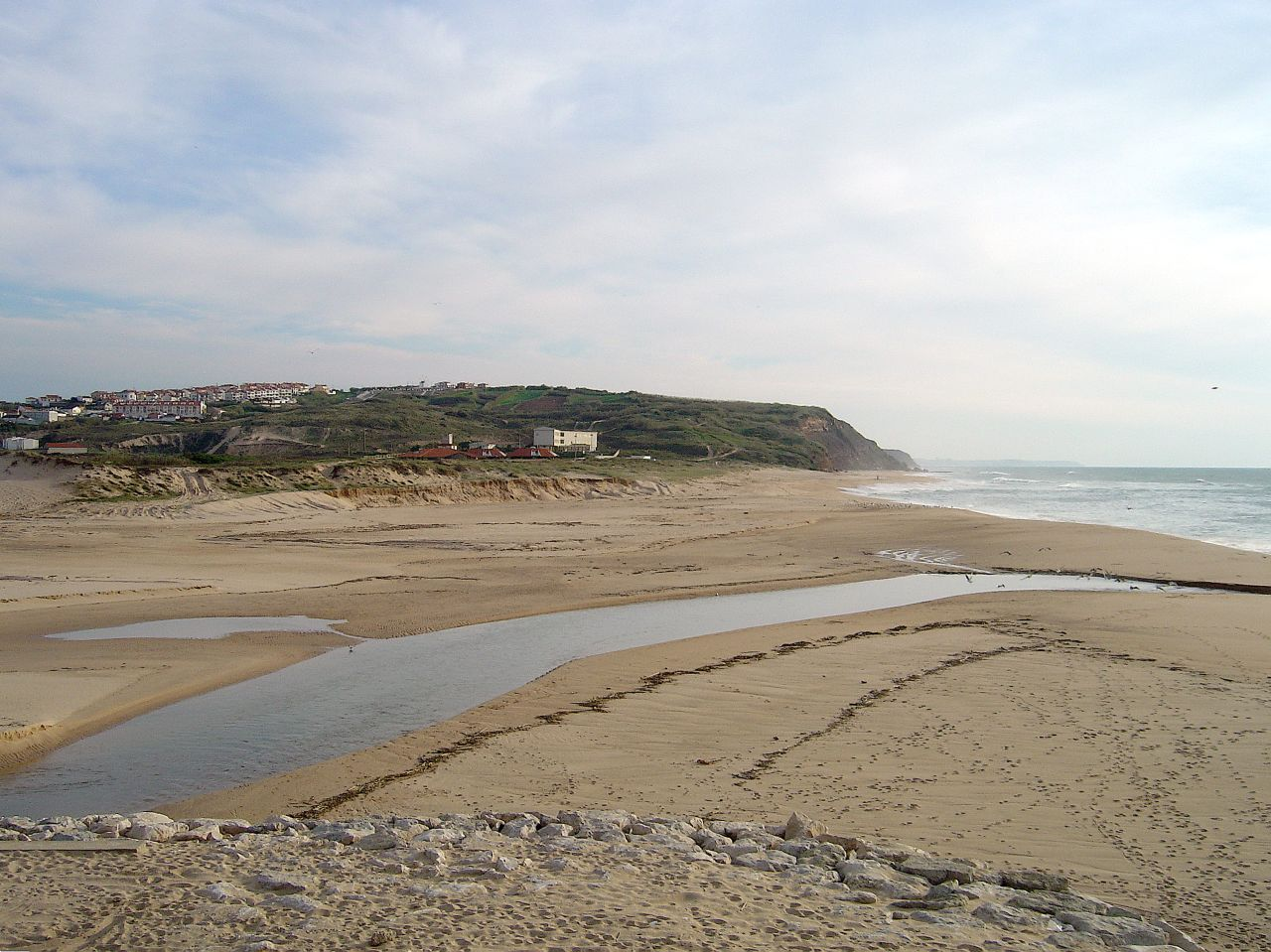
Foz do rio Grande na Praia

A Praia da Areia Branca é uma povoação e uma praia situada na freguesia de Lourinhã e Atalaia, no município  da Lourinhã, em Portugal. 
Localizada quase na fronteira entre os distritos de Lisboa e Leiria, dista de 72 km a norte de Lisboa e 15 km a sul de Peniche. Da praia podem-se avistar as ilhas Berlengas.

## Características e Serviços
- Temperatura média da água no Verão: 17 °C a 20 °C
- Acesso para deficientes
- Aluguer de toldos
- Chapéus de Sol
- Surf
- Bodyboard
- Voleibol

## Turismo
Os bares que celebrizam a praia ficam empoleirados sobre a muralha marginal, mesmo em cima da areia. Não há, no entanto, muitas esplanadas. Junto ao parque de campismo passa um rio que vai desaguar muito perto de locais frequentados no Verão, onde antigamente os banhistas se refrescavam.
Um dos grandes atrativos da Praia da Areia Branca é a prática de surf. As escolas de surf, que também providenciam acomodação para aqueles que querem ter uma experiência mais alongada, são geridas por alguns dos surfistas pertencentes ás primeiras gerações de praticantes da modalidade em Portugal.
Outra das ofertas disponíveis são os Hostels e as Surf Houses.

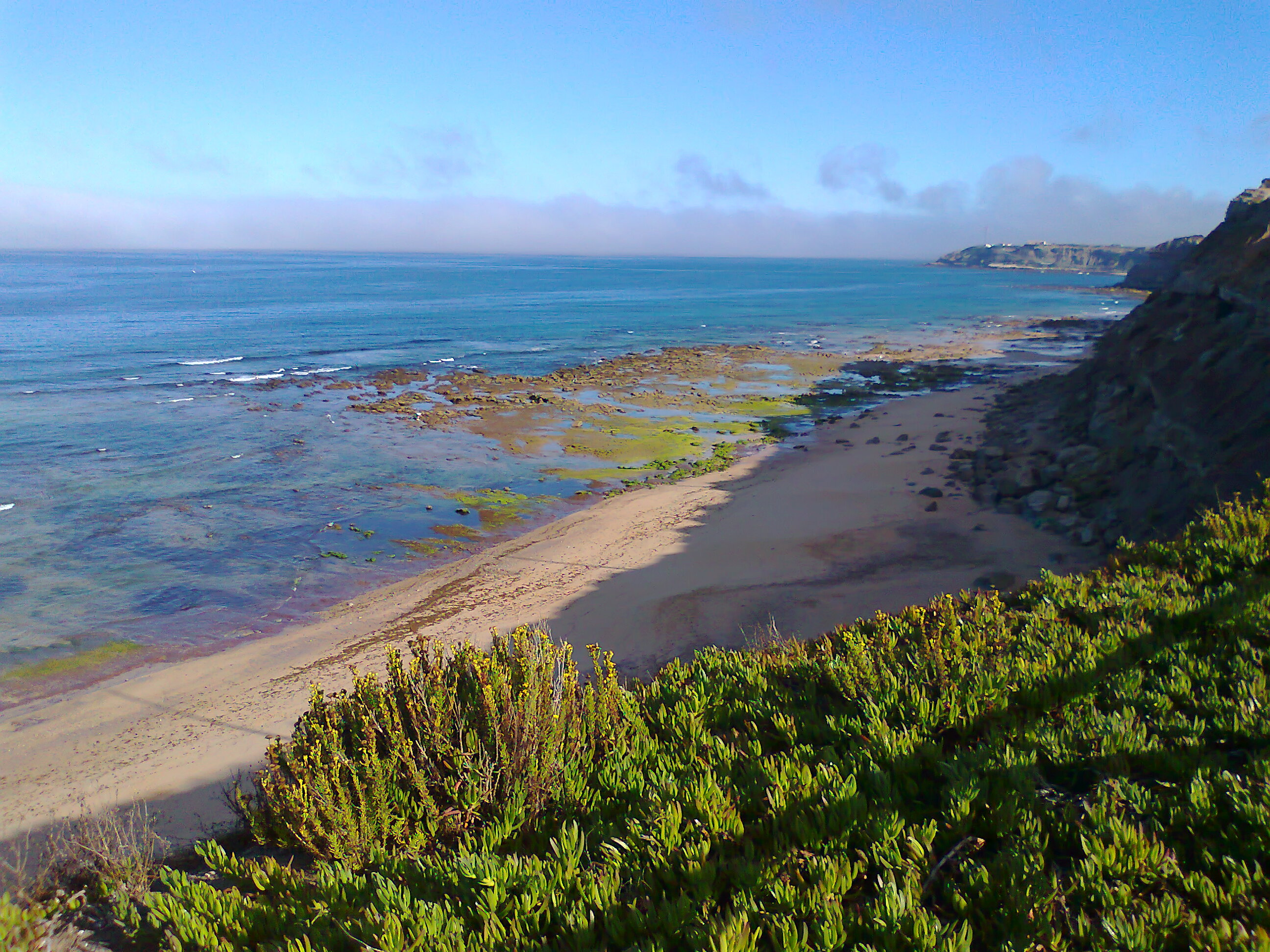
Arriba do lado noroeste da Praia da Areia Branca, vendo-se ao fundo a ponta de Paimogo

## Bandeira azul
Em 2010, a Praia da Areia Branca recebeu a Bandeira azul.